# Doctor Who: The First Adventure
A Doctor Who: The First Adventure egy számítógépes játék a Doctor Who című sci-fi sorozat alapján. A játékot kizárólagosan BBC Micróra adták ki 1983-ban.
A játék főszereplője a Doktor (vagyis az akkor aktuális ötödik). A szoftver négy minjátékot tartalmaz, amik híres játékok (Pac-Man, Frogger, Space Invaders, Torpedó) Doctor Who tematikával lettek fűszerezve. Ez volt az első hivatalosan engedélyezett Doctor Who-játék, azonban korábban adtak ki nem-hivatalos játékokat korábban a sorozat alapján.

## Fordítás
- Ez a szócikk részben vagy egészben  a   Doctor Who: The First Adventure című angol Wikipédia-szócikk fordításán alapul.  Az eredeti cikk szerkesztőit annak laptörténete sorolja fel. Ez a jelzés csupán a megfogalmazás eredetét és a szerzői jogokat jelzi, nem szolgál a cikkben szereplő információk forrásmegjelöléseként.